# Coenosia laeta
Coenosia laeta är en tvåvingeart som beskrevs av Huckett 1934. Coenosia laeta ingår i släktet Coenosia och familjen husflugor.
Artens utbredningsområde är Ontario. Inga underarter finns listade i Catalogue of Life.